# SERPINA10
SERPINA10 (англ. Serpin family A member 10) – білок, який кодується однойменним геном, розташованим у людей на 14-й хромосомі. Довжина поліпептидного ланцюга білка становить 444 амінокислот, а молекулярна маса — 50 707.
| 10         |  | 20         |  | 30         |  | 40         |  | 50         |
| ---------- |  | ---------- |  | ---------- |  | ---------- |  | ---------- |
| MKVVPSLLLS |  | VLLAQVWLVP |  | GLAPSPQSPE |  | TPAPQNQTSR |  | VVQAPKEEEE |
| DEQEASEEKA |  | SEEEKAWLMA |  | SRQQLAKETS |  | NFGFSLLRKI |  | SMRHDGNMVF |
| SPFGMSLAMT |  | GLMLGATGPT |  | ETQIKRGLHL |  | QALKPTKPGL |  | LPSLFKGLRE |
| TLSRNLELGL |  | TQGSFAFIHK |  | DFDVKETFFN |  | LSKRYFDTEC |  | VPMNFRNASQ |
| AKRLMNHYIN |  | KETRGKIPKL |  | FDEINPETKL |  | ILVDYILFKG |  | KWLTPFDPVF |
| TEVDTFHLDK |  | YKTIKVPMMY |  | GAGKFASTFD |  | KNFRCHVLKL |  | PYQGNATMLV |
| VLMEKMGDHL |  | ALEDYLTTDL |  | VETWLRNMKT |  | RNMEVFFPKF |  | KLDQKYEMHE |
| LLRQMGIRRI |  | FSPFADLSEL |  | SATGRNLQVS |  | RVLQRTVIEV |  | DERGTEAVAG |
| ILSEITAYSM |  | PPVIKVDRPF |  | HFMIYEETSG |  | MLLFLGRVVN |  | PTLL       |

A: Аланін

C: Цистеїн

D: Аспарагінова кислота

E: Глутамінова кислота

F: Фенілаланін

G: Гліцин

H: Гістидин

I: Ізолейцин

K: Лізин

L: Лейцин

M: Метіонін

N: Аспарагін

P: Пролін

Q: Глутамін

R: Аргінін

S: Серин

T: Треонін

V: Валін

W: Триптофан

Кодований геном білок за функціями належить до інгібіторів протеаз, інгібіторів серинових протеаз, світлочутливих білків, фосфопротеїнів. 
Задіяний у таких біологічних процесах, як зсідання крові, гемостаз, люмінесценція. 
Білок має сайт для зв'язування з молекулою гепарину. 
Секретований назовні.